# Землетрясение в Албании (2019)
Землетрясение в Албании — землетрясение, произошедшее 26 ноября 2019 года в северо-западной Албании, к западу-юго-западу от Мамурраша. Оно имело эпицентр в 12 км, и его магнитуда составляла 6.4. Толчки ощущались в столице Албании, Тиране, а также в таких отдаленных местах, как Белград, Сербия или Таранто, Италия. Минимум 51 человек погибло и 3000 человек пострадало. Это крупнейшее землетрясение в Албании за 40 лет. В Албании и Республике Косово был объявлен национальный траур. Две жертвы были из Косова, в котором большинство — албанцы. Чрезвычайное положение было введено в Дурресе и в Тиране.

## Тектоническая обстановка
Албания лежит на границе двух литосферных плит — Евразийской плиты и Адриатической микроплиты, части комплексной зоны столкновения с Африканской плитой. Западная часть Албании очень сейсмически активна, за последние 100 лет в ней произошло несколько землетрясений с магнитудой выше 6.0. В 1979 году крупное землетрясение произошло в Черногории в 70 км к северу, которое погубило 135 человек в Албании и Черногории.

## Ущерб
В крупном портовом городе Дуррес и деревне Тумане ущерб был сильным. В Дурресе разрушились два отеля и два блока жилых зданий, а в Тумане упало 4 здания, включая пятиэтажное жилое здание.
Число раненых достигло 3000 человек. Из них, 700 людям оказали медицинскую помощь в травматологическом центре Дурреса. Погибло 51 человек, из них 25 в Дурресе, 25 в Тумане,  и 1 в Леже.

39-летняя министр обороны Албании Олта Джачка заплакала, перечисляя имена 32 жертв землетрясения, видео её выступления опубликовано на личной странице главы ведомства в Facebook.
«Это моя самая тяжёлая речь. Мы можем отстроить разрушенные здания, но не можем вернуть жизнь всех этих граждан, погибших при землетрясении 26 ноября»
Среди погибших в результате катаклизма — будущая невестка премьер-министра страны Эди Рамы Кристи Речи, передаёт местное издание 31News. Сын премьер-министра Грегор Рама рассказал об этой утрате в своем личном Instagram-аккаунте. Вместе с невестой Грегора погибли также её отец, мать и брат.
2500 человек потеряли кров из-за землетрясения, и в данный момент размещены в отелях или в палатках на стадионе Нико Дована в Дурресе. Турция эвакуировала 23 своих граждан из Албании в больницу в иле Измир. База Ашраф-3, использующаяся 4000 членами Организации моджахедов иранского народа, тоже сильно пострадала.
28 ноября новое мощное землетрясение было зафиксировано в районе города Драча. Об этом сообщает местная радиостанция В92.
По последним данным, был нанесен ущерб одной из местных больниц, на месте работает полиция. Информации о пострадавших не поступало.
30 ноября в Албании окончательно завершились поисково-спасательные операции после землетрясения, передает издание Albanian Daily News.

## Реакция
Национальный траур был объявлен в Албании и близлежащем Косово, в котором этническое большинство — албанцы, а также оттуда было две жертвы землетрясения. Общины Тетово, Струга и Чаир в Северной Македонии также объявили траур по погибшим.

В Дурресе и Тиране было объявлено чрезвычайное положение.

## Международная помощь
Несколько стран предложили свою помощь Албании.

### Хорватия
Хорватская поисковая команда для поиска и спасения людей из-под завалов, состоящая из 15 членов Директората по гражданской обороне Министерства внутренних дел Хорватии и собак, была переброшена в Албанию, как и 2 военных вертолёта Министерства обороны Хорватии.

### Греция
Греция была одной из первых стран, которая отправила команды специалистов по землетрясениям — 27 специалистов, вместе с их министром, прибыли в Албанию в первый день. За ними последовали ещё 15 специалистов, тренированные собаки, грузовики с инструментами для разбора завалов и спасения людей, а также еду и самолёт C-130. Они спасли некоторых людей. Также, три полевых военных кухни были отправлены в Албанию.

### Италия
Италия незамедлительно отправила команду USAR (Urban Search and Rescue, рус. Городская поисково-спасательная команда) Национального пожарного корпуса, составленную из более чем 20 полевых специалистов для исследований и медицинской помощи, а также инженеров. Позже, ещё 200 волонтёров из Гражданской обороны Италии прибыли на место действия.

### Республика Косово
Косово прислало в Албанию 110 сотрудников Полиции Республики Косово и 40 сотрудников подразделений по городским поисково-спасательным операциям Сил безопасности Косова.

### Румыния
Два румынских самолёта Alenia C-27 Spartan, один вертолёт, грузовики и около 52 пожарных и парамедиков, а также собак. Румынская православная церковь начала сбор средств 26 ноября.

### Сербия
Сербия прислала Албании бригаду пожарных, а также первую помощь.

### Турция
Турция прислала жертвам землетрясения 3000 одеял и 3000 пакетов с едой, а также самолёт Airbus A400M с 27 сотрудниками поисково-спасательной службы и три машины. Этим делом занялось Турецкое агентство по сотрудничеству и координации. 15 спасателей работают в Дурресе — они ищут выживших под обломками. Другие спасательные команды Турции оказывают пострадавшим медицинскую помощь, а AFAD и Турецкий красный полумесяц возводят палатки и оказывают остальную помощь.

### Северная Македония
Северная Македония прислала финансовую помощь в виде 10 000 евро, а также дроны с тепловизорами для поиска выживших под завалами. Также, были присланы поисково-спасательные службы, а также машины для расчистки обломков. Общины Северной Македонии, где большинство — албанцы, тоже прислали помощь: община Тетово прислала гуманитарную помощь и финансовую помощь в 500 000 денаров; община Струга прислала финансовую помощь в 1 000 000 денаров; община Кичево прислала 12 000 евро; община Гостивар прислала гуманитарную помощь и пожарных со спасателями.

### Болгария
Болгарское правительство прислало Албании финансовую помощь в виде 100 000 евро. Также, 1000 палаток, одеял и подушек стоимостью в 50 000 евро были отправлены в качестве гуманитарной помощи. Были присланы и другие материалы.

### Франция
Директорат по гражданской обороне, Марсельский морской пожарный батальон и пожарные Южной Франции, представленные 100 спасателями, прибыли в Албанию. Также, у них есть два самолёта Директората по гражданской обороне: Beechcraft Super King Air 200 для лёгких перевозок, и Bombardier Dash 8 для крупных грузовых перевозок.

### Израиль
Израиль прислал в Албанию поисково-спасательные команды из регионального совета Мевоот Ха-Хермон.

### Черногория
Черногория прислала в Албанию 18 спасателей. Также, общины Подгорица и Бар прислали гуманитарную помощь в виде 20 000 евро.

### Швейцария
Швейцария прислала Албании 15 спасателей и гуманитарную помощь.